# رؤوف عبدالله‌اف
رؤوف عبدالله‌اف (ترکی آذربایجانی: Rauf Canbaxış oğlu Abdullayev; ۲۹ اکتبر ۱۹۳۷ –) رهبر ارشد ارکستر در ارکستر دولتی سمفونیک جمهوری آذربایجان، پروفسور، هنرمند خلق جمهوری شوروی سوسیالیستی آذربایجان، دارنده جایزه دولتی آذربایجان شوروی، نشان استقلال جمهوری آذربایجان و جایزه بین‌المللی «هواپیمای طلایی» است.

## زندگی‌نامه
رؤوف عبدالله‌اف ۲۹ اکتبر سال ۱۹۳۷ در شهر باکوی آذربایجان شوروی زاده شد. وی دانش‌آموخته رشته رهبری ارکستر در آکادمی موسیقی باکو در سال ۱۹۵۹ و نیز کنسرواتوار سن پترزبورگ در سال ۱۸۶۵ است.
رؤوف عبدالله‌اف در میان سالهای ۱۹۶۵ تا ۱۹۸۴ نه تنها به عنوان رهبر ارشد ارکستر در آکادمی ملی اپرا و تئاتر باله آذربایجان فعالیت داشت، بلکه بین سال‌های ۱۹۹۱ تا ۱۹۹۴ کارگردان و رهبر ارشد ارکستر در تئاتر دولتی اپرا و باله آنکارا نیز بود. از سال ۱۹۸۴ به عنوان کارگردان هنری و رهبر ارشد ارکستر در ارکستر دولتی سمفونیک جمهوری آذربایجان به فعالیت‌های خود ادامه می‌دهد.
رؤوف عبدالله‌اف یکی از آنانی بود که در دهه ۷۰ میلادی ارکستر مجلسی موسیقی روز و گروه موسیقی به اسم «باقارا» را بنیانگذاری کردند.
رؤوف عبدالله‌اف به منزله رهبر ارشد ارکستر در تئاتر فوق‌الذکر به مدت بالغ بر ۲۰ سال در حدود ۳۰ اجرای اپرا و باله شامل رپرتوار کلاسیک و مدرن را رهبری نمود. وی در اجراهای گروه‌های موسیقی سرشناس در کشورهای روسیه، آلمان، هلند، سوئیس، فرانسه، ترکیه، مصر، ایالات متحده آمریکا، ایتالیا و امارات متحده عربی آن‌ها را همراهی کرد. رپرتوارش آثاری از تعداد زیادی از آهنگ‌سازان اهل اروپای غربی، روسیه و آذربایجان را دربر می‌گیرد.

## جوایز
- هنرمند خلق آذربایجان شوروی- ۱ دسامبر سال ۱۹۸۲[۳]
- خادم هنر افتخاری آذربایجان شوروی- ۲۱ مه ۱۹۷۰[۴]
- جایزه دولتی آذربایجان شوروی- ۱۹۸۸[۵]
- مدرک افتخاری شورای عالی آذربایجان شوروی- ۲۴ فوریه ۱۹۷۹
- نشان استقلال جمهوری آذربایجان- ۲۸ اکتبر ۲۰۱۷[۶]
- نشان شرف- ۲۲ اکتبر ۲۰۱۲[۷]
- نشان شهرت- ۶ دسامبر ۱۹۹۷[۸]
- جایزه بین‌المللی «هواپیمای طلایی» - ۱۰ مه ۲۰۱۸[۹]

رؤوف عبدالله‌اف دو بار به خاطر فعالیت‌هایش در تئاتر دولتی اپرا و باله آنکارا بین سالهای ۱۹۹۳ الی ۱۹۹۷، عنوان بهترین رهبر ارکستر سال در ترکیه را به خود اختصاص داد.